# Denisa Chládková
Denisa Chládková (* 8. Februar 1979 in Prag, ČSSR) ist eine ehemalige tschechische Tennisspielerin.

## Karriere
Chládková, die sich auf Hartplätzen und Sandplätzen gleichermaßen wohlfühlt, wechselte im Alter von 15 Jahren auf die Profitour.
In ihrer Karriere gewann sie sieben Einzel- und vier Doppeltitel auf ITF-Ebene, ein Titelgewinn auf der WTA Tour wollte ihr nicht gelingen.
Von 1998 bis 2001 spielte sie für das tschechische Fed-Cup-Team, für das sie fünf Siege (vier im Einzel) bei ebenso vielen Niederlagen beisteuerte.
2006 beendete Denisa Chládková ihre Profikarriere.